# Brida
Brida – powieść Paulo Coelho wydana w 1990 roku w Brazylii, a w 2008 roku w Polsce.
Opowieść o Bridzie, młodej irlandzkiej dziewczynie, i o jej duchowych poszukiwaniach. Na swej drodze Brida spotyka mędrca, który uczy ją, jak radzić sobie z lękami i własnym cieniem oraz kobietę, która wprowadza ją w arkana magii. Żadne z nich nie ma najmniejszych wątpliwości, że dziewczyna ma dar, ale tylko od niej zależy, jak go wykorzysta. Musi odpowiedzieć sobie na dręczące ją pytania, a jednocześnie stoczyć walkę o zachowanie harmonii pomiędzy uczuciem a pragnieniem przemiany.
Brida jest trzecią powieścią Paula Coelho, którą napisał tuż po Alchemiku. Książka została przełożona na język polski przez Grażynę Misiorowską.